# Эрих, Рафаэль
Рафаэль Эрих (швед. Rafael Waldemar Erich,1879 — 1946) — политический деятель Финляндии, член Национальной коалиционной партии, профессор и дипломат.

## Биография
Родился в Турку в семье ректора академии, окончил Императорский Александровский университет и с 1910 по 1928 преподавал в нем в качестве профессора международного права. В 1919 году был избран депутатом парламента Финляндии от Национальной коалиционной партии, и был членом парламента до 1924. С 15 марта 1920 по 9 апреля 1921 возглавлял коалиционное правительство Финляндии.
Важнейшим достижением кабинета Эриха считается заключение мирного договора с РСФСР, Тартуский мирный договор был подписан 14 октября 1920 и окончательно устанавливал независимость Финляндии.
После отставки с поста премьер-министра Эрих служил по линии министерства иностранных дел, был назначен послом Финляндии в Швейцарии и постоянным представителем в Лиге Наций, послом в Швеции (1928) и послом в Италии (1936). В 1938—1939 работал в Международном Суде в Гааге.
Почётный доктор университета Уппсалы (1932).